# Премијер Совјетског Савеза
Премијер Совјетског Савеза (рус. Глава Правительства СССР) био је шеф владе Савеза Совјетских Социјалистичких Република (СССР). Дванаест особа је обављало функцију. Међу најпознатијима су Владимир Лењин и Јосиф Стаљин.

## Назив
Функција је током свог постојања имала четири различита имена: председник Већа народних комесара (1923–1946), председник Савета министара (1946–1991), премијер (јануар – август 1991) и председник Комитета за Оперативни менаџмент совјетске привреде (август–децембар 1991). Много пре 1991. године, већина несовјетских извора је ову функцију називала „премијер“ или „премијер“.

## Историја
Лењинову прву владу формирао је 6. јула 1923. Централни извршни комитет, на челу са Лењином као првим председавајућим. Влада је била овлашћена да иницира уредбе и законе који су били обавезујући у целом СССР-у. После свргавања Хрушчова 1964. Косигин је постављен за шефа владе. Међутим, Косигинов престиж је ослабљен када је предложио економску реформу 1965. По доласку Валентина Павлова на премијерску функцију, Савет министара је укинут и замењен Кабинетом министара. Након августовског пуча 1991. године, већина чланова кабинета је подржала пуч, што је довело до распуштања кабинета министара и његовог замена Комитетом за оперативно управљање совјетском привредом 1991. године. Влада Руске Совјетске Федеративне Социјалистичке Републике почела је да преузима совјетска министарства након државног удара, а до децембра 1991. совјетска влада је потпуно изгубила контролу над собом и потпуно је угашена.
Према совјетском уставу из 1977. године, шеф владе је био лидер највишег извршног и административног органа државе. Шефа владе је именовао и одговоран је Врховном совјету (и његовом президијуму). Шеф владе је имао задатак да реши све државне административне дужности из надлежности СССР-а у мери која није била у надлежности Врховног совјета или његовог председништва. Шеф владе је руководио националном привредом, формулисао петогодишње планове и обезбеђивао друштвено-културни развој. Функционисала је као најутицајнија канцеларија владе све до оснивања Канцеларије председника Совјетског Савеза 1990. године.
Владимир Лењин и Јосиф Стаљин умрли су природном смрћу, а тројица премијера су поднели оставке – Алексеј Косигин, Николај Тихонов и Иван Силајев. Још тројица су истовремено били партијски лидер и шефови владе (Лењин, Стаљин и Никита Хрушчов). На функцији је најкраће био Иван Силајев, који је провео 119 дана на функцији. Косигин је најдуже био на власти, чак 16 година.

## Списак
| Бр. | Портрет           | Име и презиме (Рођење-смрт)   | Мандат              | Мандат              | Мандат              | Избор                   | Кабинет | Реф.   |
| Бр. | Портрет           | Име и презиме (Рођење-смрт)   | Почетак мандата     | Крај мандата        | Трајање             | Избор                   | Кабинет | Реф.   |
| --- | ----------------- | ----------------------------- | ------------------- | ------------------- | ------------------- | ----------------------- | --- | ------ |
| 1   | Владимир Лењин    | Владимир Лењин (1870—1924)    | 6. јул 1912.        | 21. јануар 1924. †  | 228 дана            | –                       | Прва влада Владимира Лењина–Друга влада Владимира Лењина                                                                                              | [ 6 ]  |
| 2   | Алексеј Риков     | Алексеј Риков (1881—1938)     | 2. фебруар 1924.    | 19. децембар 1930.  | 6 година, 320 дана  | 1924. 1925. 1927. 1929. | Прва влада Алексеја Рикова–Друга влада Алексеја Рикова–Трећа влада Алексеја Рикова–Четврта влада Алексеја Рикова–Пета влада Алексеја Рикова           | [ 7 ]  |
| 3   | Вјачеслав Молотов | Вјачеслав Молотов (1890—1986) | 19. децембар 1930.  | 6. мај 1941.        | 10 година, 138 дана | 1931. 1935. 1936. 1937. | Прва влада Вјачеслава Молотова–Друга влада Вјачеслава Молотова–Трећа влада Вјачеслава Молотова–Четврта влада Вјачеслава Молотова                      | [ 8 ]  |
| 4   | Јосиф Стаљин      | Јосиф Стаљин (1878—1953)      | 6. мај 1941.        | 5. март 1953.       | 11 година, 303 дана | 1940. 1950.             | Прва влада Јосифа Стаљина–Друга влада Јосифа Стаљина–Трећа влада Јосифа Стаљина                                                                       | [ 9 ]  |
| 5   | Георгиј Маљенков  | Георгиј Маљенков (1902—1988)  | 6. март 1953.       | 8. фебруар 1955.    | 1 година, 339 дана  | 1964.                   | Прва влада Георгија Маљенкова–Друга влада Георгија Маљенкова                                                                                          | [ 10 ] |
| 6   | Николај Булгањин  | Николај Булгањин (1895—1975)  | 8. фебруар 1955.    | 27. март 1958.      | 3 године, 47 дана   | 1958.                   | Влада Николаја Булгањина | [ 11 ] |
| 7   | Никита Хрушчов    | Никита Хрушчов (1894—1971)    | 27. март 1958.      | 15. октобар 1964.   | 6 година, 202 дана  | 1962.                   | Прва влада Никите Хрушчова–Друга влада Никите Хрушчова                                                                                                | [ 10 ] |
| 8   | Алексеј Косигин   | Алексеј Косигин (1904—1980)   | 15. октобар 1964.   | 23. октобар 1980.   | 16 година, 8 дана   | 1966. 1970. 1974. 1979. | Прва влада Алексеја Косигина–Друга влада Алексеја Косигина–Трећа влада Алексеја Косигина–Четврта влада Алексеја Косигина–Пета влада Алексеја Косигина | [ 12 ] |
| 9   | Николај Тихонов   | Николај Тихонов (1905—1997)   | 23. октобар 1980.   | 27. септембар 1985. | 4 године, 339 дана  | 1984.                   | Прва влада Николаја Тихонова–Друга влада Николаја Тихонова                                                                                            | [ 13 ] |
| 10  | Николај Ришков    | Николај Ришков (1929—2024)    | 27. септембар 1985. | 14. јануар 1991.    | 5 година, 109 дана  | 1989                    | Прва влада Николаја Ришкова–Друга влада Николаја Ришкова                                                                                              | [ 13 ] |
| 11  | Валентин Павлов   | Валентин Павлов (1937.—2003.) | 14. јануар 1991.    | 28. август 1991.    | 226 дана            | –                       | Влада Валентина Павлова | [ 14 ] |
| 12  | Иван Силајев      | Иван Силајев (1930.—2023.)    | 28. август 1991.    | 24. децембар 1991.  | 119 дана            | –                       | Влада Ивана Силајева | [ 15 ] |